# بوريس بلوخ
بوريس بلوخ (بالأوكرانية: Блох Борис Емільович)‏ (و. 1951  م) هو عازف بيانو، وأستاذ جامعي، وموزع (موسيقى) أوكراني، ولد في أوديسا، يستخدم آلات بيانو.

## التعليم
تعلم في كونسرفاتوار موسكو
.